# Escudo de Jujuy
El escudo de Jujuy es el símbolo heráldico de dicha provincia argentina. Fue adoptado el 28 de julio de 1960.

## Historia
En la época hispánica, Jujuy usó 

"...un estandarte de damasco carmesí con las Armas Reales en él puestas (...) de la otra banda de las Armas Reales la imagen y semejanza del Señor San Salvador que es la advocación de esta dicha ciudad como consta en la fundación de ella hecha por el dicho capitán y al pie pueda poner y ponga las armas de sus antepasados y casa de Argañaraz...".

Establecida la Asamblea General Constituyente de 1813, dicho blasón fue sustituido por el Escudo que derivó del Sello de aquella y, posteriormente, por el de la Gobernación Intendencia de Salta, de la que dependía.
Jujuy declaró su autonomía en 1834, pero ya desde 1832 se advierte que, en sellos de documentos, los símbolos nacionales aparecen dentro de un campo en forma de broquel normando, con un ramo de laurel a la diestra y otro de olivo a la siniestra.
El Decreto N.º 3512-G (SG) del 25 de agosto de 1959, del Gobernador Horacio Guzmán designó una Comisión ad honorem para que, previo estudio de los antecedentes históricos, determinara y aconsejara el Escudo a ser utilizado oficialmente.
La Comisión se expidió el 6 de mayo del año siguiente, haciendo saber que ni ella ni otras que la precedieron, hallaron en ninguno de los Archivos Provinciales documentación alguna sobre el tema. Consideró, en consecuencia, que el origen del escudo de armas puede encontrarse en tres sellos de plata que el Gobierno Provincial hizo actuar en Potosí en el año 1834, poco después de darse Jujuy su autonomía, ya que se habían hallado papeles que ostentaban dichos sellos —con los que se reemplazaban los de Salta— a partir del 15 de agosto de 1835.
La Comisión halló tres tipos de escudos, con la forma de broquel normando —con ligeras variantes en su proporciones— que contenían los símbolos del Escudo Nacional y acompañados de banderas, dos a cada lado, representativas de las cuatro regiones de la provincia: Puna, Quebrada, Valles y Bosques.
Respecto de las figuras rosáceas, contenidas en las espiras, consideró muy posible que aludiesen a los triunfos de Tucumán y de Salta, o a las virtudes de muy leal y constante con que los reyes habían distinguido a Jujuy; aunque, a falta de documentación que avalara tales hipótesis, no era posible pronunciarse acerca de su significado.
Por último, la Comisión aconsejaba que la Legislatura fijase los símbolos en la forma que especificaba.
Al ser tratado el asunto en la Legislatura, se destacó que 

"Las manos entrelazadas significan fraternidad, símbolos consagrados por el Congreso de 1813 ante la naciente República y hermanados por todas las provincias, y el gorro frigio, que está sobre la pica, es el símbolo de la libertad: mientras las ramas de olivo, entrelazadas en su parte inferior por la cinta azul y blanca, representan la paz que reina siempre en el pueblo argentino. El sol flamígero significa también el nacimiento de una nueva provincia, ante la confraternidad de las restantes del país, luego de su separación de la de Salta."

Finalmente, la Ley N.º 2543, del 28 de julio de 1960, promulgada el 1 de agosto siguiente, determinó:

Artículo 1°: El Escudo que usará oficialmente la Provincia de Jujuy, como símbolo para su vida orgánica como Estado autónomo será de forma o estilo normando con dos cisuras en la parte superior, cuyo campo continúa en medio, ligeramente más arriba del límite superior de las espirales laterales, cortado por una línea horizontal en dos cuarteles, azul celeste el superior y plata el inferior, en el cuartel inferior dos brazos con las manos encarnadas entrelazadas que sostienen la pica, cuyo extremo, en el cuartel superior, lleva el gorro Escudo para colocar y conservar como Escudo auténtico en el Salón de la Bandera del Palacio de Gobierno.